# Wm Morrison Supermarkets
Wm Morrison Supermarkets plc ist ein Einzelhandelsunternehmen aus Großbritannien. Das Unternehmen wird gewöhnlich mit dem Namen „Morrisons“ bezeichnet. Der Hauptsitz befindet sich in Bradford, England. Wm Morrison Supermarkets beschäftigt rund 118.880 Mitarbeiter in 367 Geschäften in Großbritannien sowie auf den Kanalinseln und in Gibraltar (Stand: November 2006).

## Geschichte

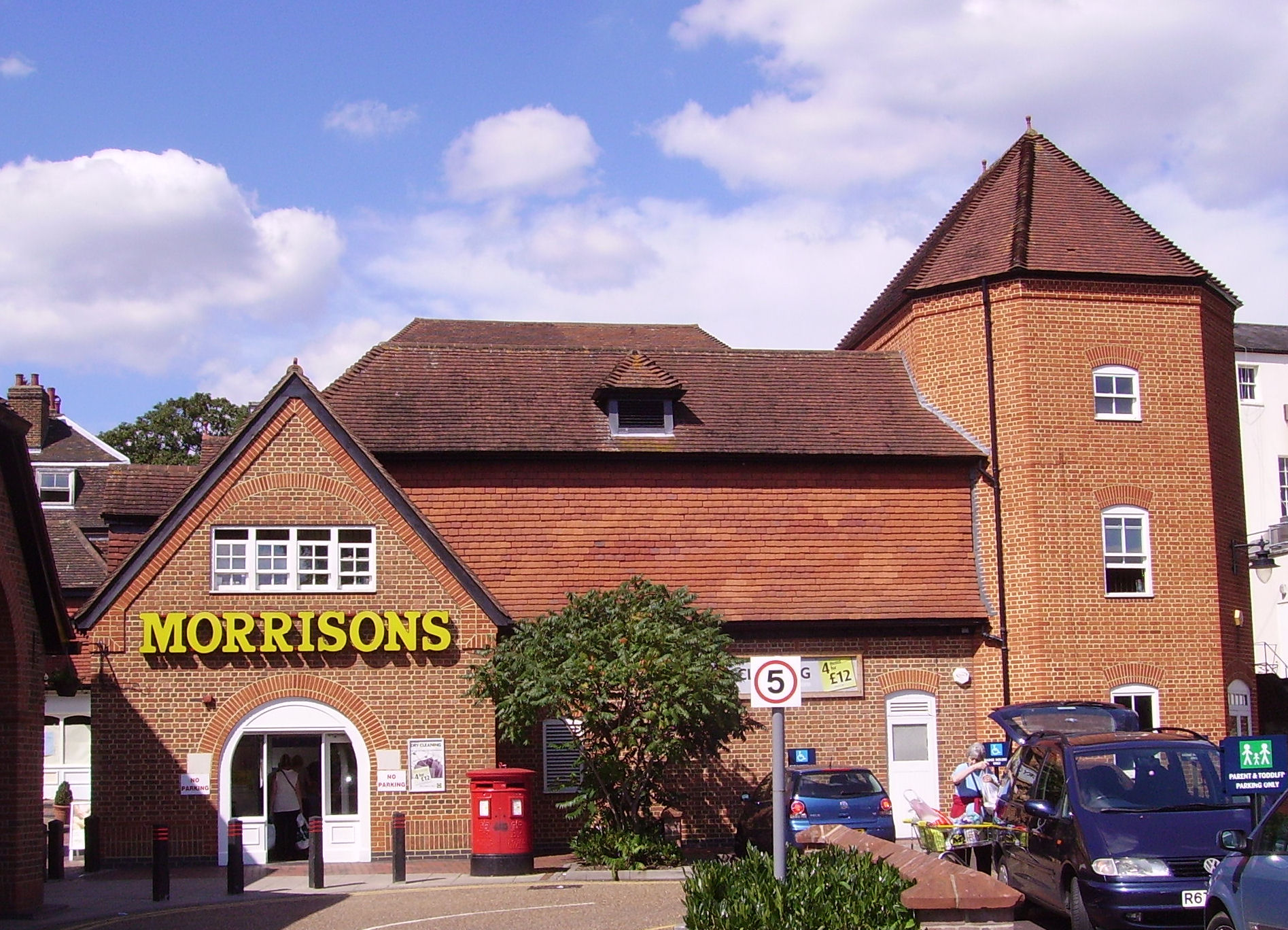
Morrisons in Reigate

Das Unternehmen wurde 1899 von William Morrison gegründet. Das erste Verkaufsgeschäft für Eier und Butter befand sich am Rawson Market in Bradford. Sein Sohn Sir Ken Morrison ist gegenwärtig der Vorsitzende des Unternehmens. Ken Morrison übernahm das Unternehmen 1952 von seinem Vater. 1961 wurde der erste Supermarkt im Girlington Distrikt in Bradford gegründet. 1967 ging das Unternehmen an die Londoner Börse.
2004 übernahm Morrisons das britische Einzelhandelsunternehmen Safeway plc. Zum Unternehmen gehört auch die Nahrungsmittelfabrik Farmer’s Boy in Bradford. Im Mai 2005 übernahm Morrisons das Unternehmen Ratbones Bakeries, das die Supermärkte von Morrisons mit Brot beliefert.
Das Unternehmen gehört zu den vier größten Supermarktketten in Großbritannien; daneben sind es die drei Konkurrenten Tesco, ASDA und J Sainsbury.
Seit 2014 bekannt wurde, dass ein Teil der Inhaberfamilie ihre Anteile zum Verkauf anboten, war Morrisons Ziel von Übernahmeversuchen. 2021 wurde das Unternehmen von Clayton, Dubilier & Rice übernommen.